# تنگل بهدان
تنگل بهدان یک روستا در ایران است که در شهرستان بیرجند واقع شده‌است. تنگل بهدان ۲۰ نفر جمعیت دارد.